# Storia di Siracusa in epoca bizantina
La storia di Siracusa in epoca bizantina comincia con la conquista di Belisario nel 535 e termina con la conquista islamica nell'878.

## Storia
Nel 535 Siracusa venne conquistata, insieme alla Sicilia, dal generale bizantino Belisario, mandato sull'isola con il compito di riconquistare l'Italia e portarla sotto l'influenza dell'imperatore di Bisanzio, Giustiniano I. Nel 663, l'imperatore Costante II, per un suo preciso disegno politico col quale intendeva sconfiggere i Longobardi in Italia e porre il Paese sotto dominazione bizantina, decise di trasferire la sua corte imperiale a Siracusa; scelta ai suoi occhi perfetta, poiché la città siciliana era vicina a Roma e fortemente ellenizzata, così Siracusa divenne in quel periodo "Capitale dell'Impero dei Romani". Ma i fatti non andarono come aveva pianificato Costante II; il popolo mal sopportò tale imperatore, a causa delle sue vessazioni con le tasse, così un giorno, un membro della sua corte, tale Mecezio, lo fece assassinare da un suo servitore. Dopo la sua morte si fece incoronare nuovo Imperatore (anche se alcuni dicono che venne costretto all'incoronazione), ma il suo regno durò meno di un anno, infatti truppe provenienti dall'Italia, dall'Africa e dalla Sardegna marciarono su Siracusa e destituirono l'usurpatore. Nel frattempo l'erede legittimo, Costantino IV, venne a riprendersi la corona e riportò la sede imperiale a Costantinopoli.

Siracusa venne nominata in quel periodo "Capitale del Thema Sikelia" (istituito sotto l'impero di Giustiniano II), il thema comprendeva la Sicilia, il ducato di Calabria e il ducato di Napoli. In città risiedeva lo Strategos bizantino.

### Tra impero bizantino ed emirato arabo

#### La conquista di Siracusa
(Filippo Moisé, descrizione della presa di Siracusa da parte araba)

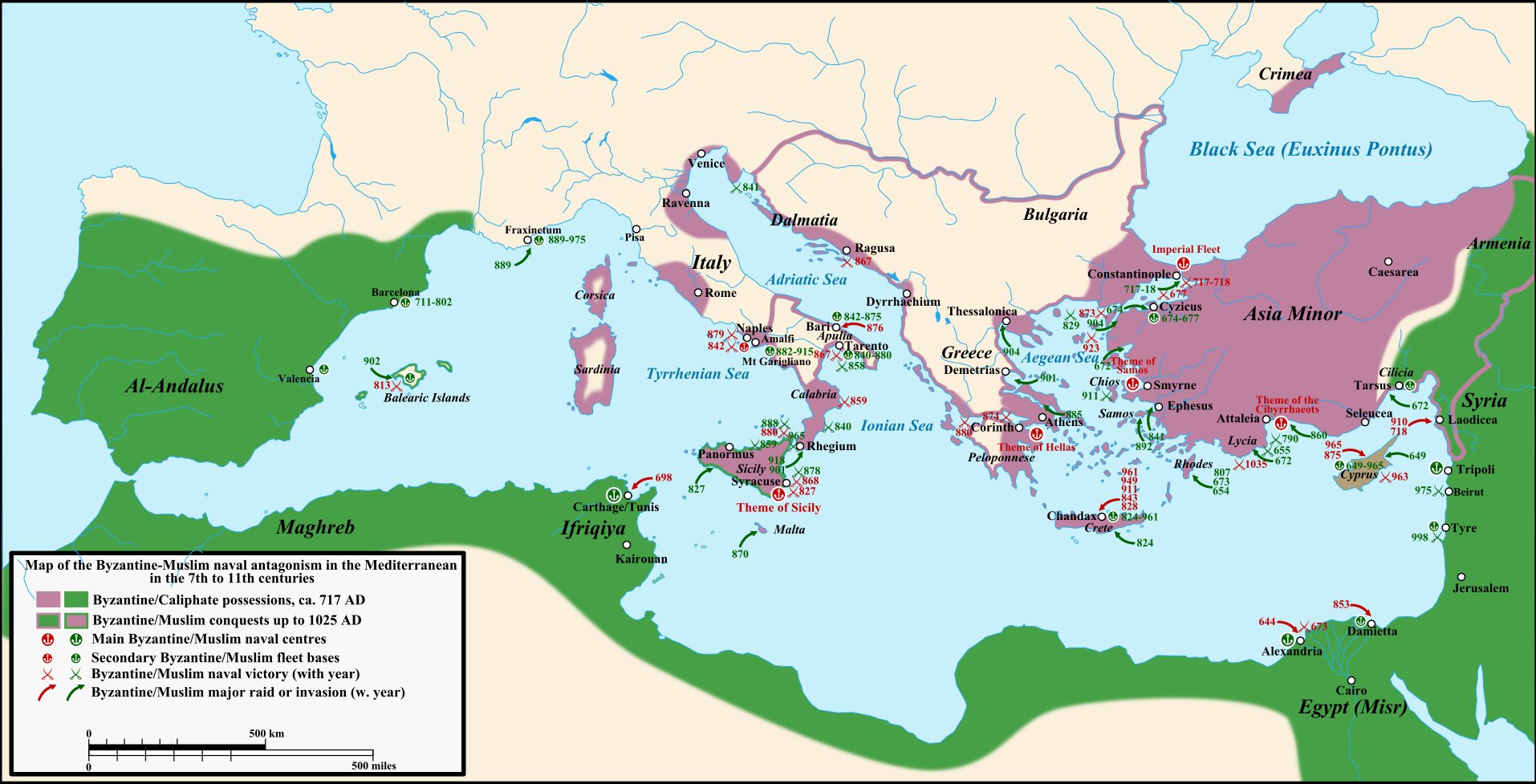
Mappa descrivente i conflitti navali bizantino-arabi dal VII secolo al ca. 1050. Confini degli stati corrispondono a quelli nell'VIII secolo (inizi).

Dopo vari contrasti tra Costantinopoli e Siracusa, il thema di Sikelia si dichiarò indipendente da Bisanzio. Si insediò dunque in città Eufemio di Messina, militare esperto, il quale ribellandosi ai bizantini, si dichiarò egli stesso in Siracusa, Nuovo imperatore di Sicilia. Ovviamente tale mossa gli attirò contro le ire dell'Impero. Venne costretto a fuggire in Africa, qui scese a patti con l'emiro aghlabide di Qayrawān, Ziyadat Allah I, al quale chiese aiuti per cacciare i bizantini dalla Sicilia. Ma venne infine tradito dagli arabi, i quali, avendo già in mente di conquistare la terra siciliana, non lo aiutarono a rendere l'isola indipendente, ma palesarono il loro volere di conquistarla portandola sotto l'influenza dell'Islam. Eufemio fu infine ucciso a Castrogiovanni (Enna).
Siracusa subì due assedi; un primo nell'827 ad opera del generale e letterato persiano Asad ibn al-Furat. Tale primo assedio durò un anno ma grazie anche a interventi esterni in aiuto della capitale siciliana, la città riuscì a resistere ai poderosi attacchi arabi. L'assedio venne sciolto quando gli arabi decimati da un'epidemia nel loro campo e senza rinforzi in arrivo si ritirarono tra le montagne siciliane.

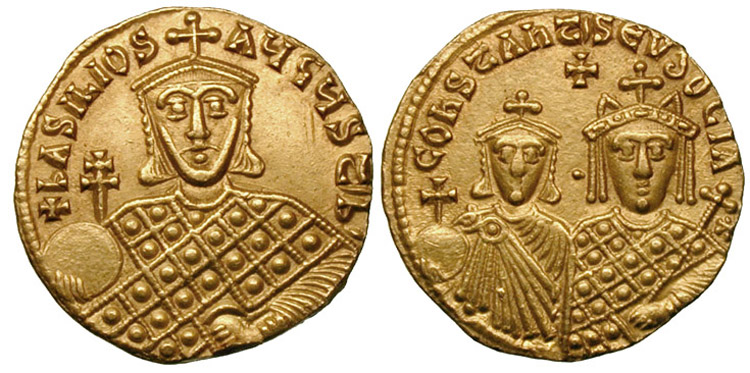
Moneta di Basilio I, l'imperatore che difese e perse la capitale di Sicilia, Siracusa.

Un secondo e definitivo assedio invece avvenne nell'878, anche questo durò circa un anno, ma stavolta gli arabi vennero con maggiori forze e maggiore volontà di conquistare Siracusa, comandati da Giafar Ibn Muhammed, allora governatore della Sicilia islamica già conquistata. Questo fu uno degli assedi più terribili della campagna bellica orientale in Sicilia; in quanto i siracusani non volevano arrendersi e gli arabi non volevano ritirarsi, motivo per cui fu una battaglia all'ultima resistenza, nella quale il cibo venne a mancare agli assediati e la città ebbe a soffrire pene inenarrabili a causa di questo assedio. Le mura che avevano saldamente retto per tutti i mesi gli incessanti attacchi musulmani, alla fine, nell'aprile dell'879 ne cedettero una parte aprendo una pericolosa breccia verso l'interno della città. I siracusani continuarono con estrema resistenza a impedire l'accesso agli invasori, arrivando a instaurare persino delle lotte corpo a corpo contro gli assedianti che premevano per entrare. Si arrivò fino a maggio, dopodiché verso la fine di quel mese, il 21, alle 6:00 di mattina gli arabi sferrarono il loro ultimo poderoso attacco e riuscirono ad entrare in città. Fecero una strage, le fonti parlando di 5.000 vittime della conquista araba. Poi uccisero i soldati difensori di Siracusa e ridussero il resto della popolazione in schiavitù conducendola a Qayrawan, capitale degli Aghlabiti, e a Palermo, centro politico dei conquistatori eletta a nuova capitale di Sicilia. Qui vennero condotti anche l'arcivescovo di Siracusa e il monaco Teodosio, narratore e testimone di quegli eventi. I prigionieri siracusani (si pensa siano stati dagli 4.000 agli 8.000) rimasero lì per diversi anni, fino a quando vennero tutti riscattati da un misterioso personaggio di cui le fonti non sanno darci per certo il nome, che probabilmente ridiede loro la libertà e la possibilità di ritornare alle loro case.

L'impero bizantino non mandò sufficienti forze per difenderla. La città durante la sua presa venne incendiata e le sue mura distrutte, l'oro presente e i preziosi gioielli vennero depredati e condotti nelle capitali arabe. Questa fu la fine di Siracusa capitale di Sicilia.

## Avvenimenti religiosi

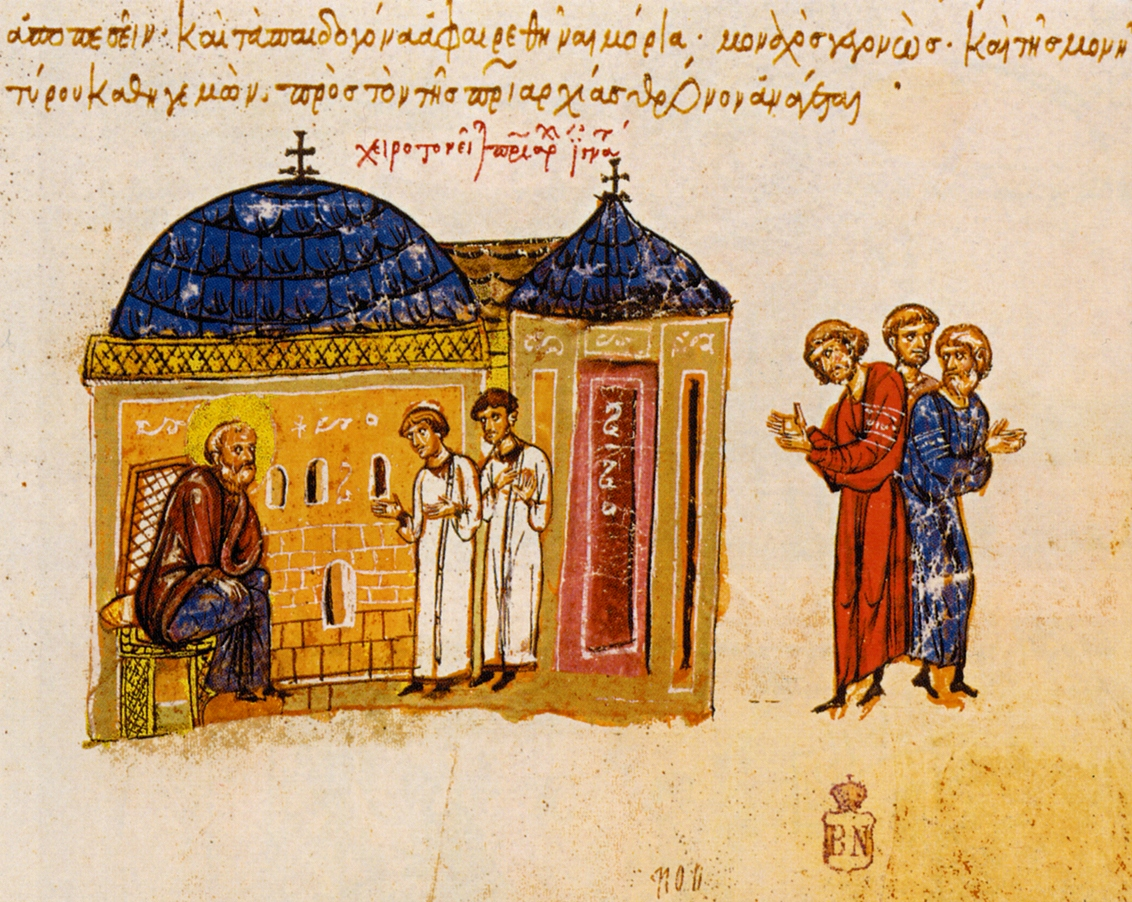
Dallo Scilitze di Madrid: il patriarca di Costantinopoli Ignazio I, deposto da Fozio I, consacrato patriarca dal vescovo di Siracusa Gregorio Asbesta, il quale viene per questo definito dagli storici scismatico:

Prima della presa araba, avvenuta il 21 maggio dell'878, la Chiesa di Siracusa rappresentava la maggiore sede cristiana dell'isola. Il suo vescovo si nominava come arcivescovo di Sicilia, come si può leggere dagli atti del secondo concilio di Nicea.
L'imperatore Leone III Isaurico, pochi anni prima di tale concilio, aveva sottratto le chiese siciliane all'autorità del patriarca d'Occidente, ovvero il papa della Chiesa latina, e le aveva sottoposte all'autorità del patriarcato ecumenico di Costantinopoli. Infatti Siracusa, in quanto sede principale ecclesiastica e in quanto era stata solo pochi decenni prima eletta capitale dell'Impero bizantino, si trovava nel mezzo di una forte contesa tra le rivendicazioni della Chiesa d'Occidente e quella d'Oriente, nel periodo che vide il nascere dello scisma tra le due comunità cristiane, le quali non si riconoscevano più nel medesimo rito religioso, avendo ognuna adottato metodi diversi. Fu questo il periodo del cosiddetto strappo di Fozio (preludio di quello che poi sarebbe stato noto come Grande Scisma), il patriarca di Costantinopoli, essendo stato scomunicato dal papa, a sua volta scomunicò il papa, provocando nell'867 la frattura tra le due sedi cristiane.
A ordinare e consacrare a Costantinopoli Fozio, il giorno di Natale, 25 dicembre dell'858, fu il metropolita di Siracusa, Gregorio Asbesta, li quale era stato scomunicato dal patriarca Ignazio I e sospeso dal papa Benedetto III.
Nella contesa religiosa tra Costantinopoli e Roma, va annoverata la lettera che papa papa Niccolò I scrisse all'imperatore bizantino Michele III nell'860 dove rivendicava il diritto della Chiesa latina di scegliere l'arcivescovo di Siracusa; diritto che ormai era passato agli imperatori greci: 
Il messaggio del papa non venne accolto dal patriarcato greco. Da lì a pochi anni vi sarebbe stato il primo scisma, come constatato. Ma la situazione di Siracusa era in quel periodo molto pericolosa; essa aveva infatti già subito un primo assedio degli arabi ed era riuscita a superarlo con stenti. Nell'agosto dell'877 venne nuovamente assediata dall'esercito del generale e governante islamico di Sicilia, Giafar ibn Muhammad. Stavolta la città, nonostante una resistenza estrema durata nove mesi, cadde in mano degli arabi.